# Ecclisopteryx madida
Ecclisopteryx madida là một loài Trichoptera trong họ Limnephilidae. Chúng phân bố ở miền Cổ bắc.